# Günter Simon (Politiker)
Günter Simon (* 6. Dezember 1940 in Gießen) ist ein deutscher Politiker (SPD) und ehemaliger Abgeordneter des Hessischen Landtags.

## Ausbildung und Beruf
Simon studierte nach dem Abitur Rechtswissenschaften und schloss dieses Studium 1964 mit dem ersten, 1968 mit dem Zweiten Staatsexamen sowie 1969 mit der Promotion zum Dr. Jur. ab. 1968 bis 1971 arbeitete er in der Kriegsopferverwaltung des Landes Hessen, 1971 bis 1972 als persönlicher Referent des Sozialministers Horst Schmidt (SPD).

## Politik
Simon ist Mitglied der SPD und war dort Mitglied in verschiedenen Vorständen, unter anderem als Vorsitzender der SPD Landkreis Hersfeld-Rotenburg. Er war von 1972 bis 1976 Bürgermeister von Egelsbach und von 1976 bis 1982 erster hauptamtlicher Kreisbeigeordnete im  Kreis Hersfeld-Rotenburg. Vom 1. Dezember 1982 bis zum 4. April 1995 war er über vier Wahlperioden lang Mitglied des Hessischen Landtags.